# Пери (Арканзас)
Пери (енгл. Perry) град је у америчкој савезној држави Арканзас.

## Демографија
По попису из 2010. године број становника је 270, што је 44 (-14,0%) становника мање него 2000. године.
| Група             | 2000.       | 2010.       |
| Белци             | 305 (97,1%) | 259 (95,9%) |
| Афроамериканци    | 0 (0,0%)    | 1 (0,4%)    |
| Азијати           | 1 (0,3%)    | 0 (0,0%)    |
| Хиспаноамериканци | 3 (1,0%)    | 5 (1,9%)    |
| Укупно            | 314         | 270         |